# Steatoda fallax
Steatoda fallax är en spindelart som först beskrevs av John Blackwall 1865.  Steatoda fallax ingår i släktet vaxspindlar, och familjen klotspindlar. Inga underarter finns listade i Catalogue of Life.